# Sartana, pistolet pour cent croix
Pour plus de détails, voir Fiche technique et Distribution.
Sartana, pistolet pour cent croix (Una pistola per cento croci) est un western spaghetti italo-ouest-allemand sorti en 1971, réalisé par Carlo Croccolo sous le pseudonyme de Lucky Moore.

## Synopsis
Sartana est un sudiste qui, après la mort de ses compagnons des mains de Damon, assiste au meurtre de Dublin, le frère d'une certaine Jessica, résidente de Springfield. En arrivant en ville pour les funérailles, Sartana découvre que le soupirant de la jeune fille est précisément Luis, en réalité Damon, le meurtrier qu'il recherche. Ce dernier épouse rapidement Jessica et la retient prisonnière dans un ranch avec ses hommes de main, sous la direction d'une mystérieuse commanditaire. Sartana va déclencher une véritable bataille avec ses ennemis et sera aidé par le serviteur noir Thomas de Jessica. Malheureusement, le serviteur mourra dans le combat, mais Damon, après avoir tué sa commanditaire, sera lui-même tué dans le duel final avec Sartana, qui s'éloigne ensuite de Springfield.

## Fiche technique
- Titre français : Sartana, pistolet pour cent croix[2]
- Titre original italien : Una pistola per cento croci
- Titre original secondaire en allemand : Django, Eine Pistole für hundert Kreuze[2]
- Réalisation : Carlo Croccolo (sous le pseudo de Lucky Moore)
- Scénario : Carlo Croccolo, Fabrizio Diotallevi[3]
- Genre : Western spaghetti
- Musique : Marcello Minerbi
- Production : Oscar Santianello pour Virginia Cinematografica et Kamar Film[2]
- Photographie : Franco Villa (it)
- Format d'image : 2.35:1
- Montage : Luigi Castaldi
- Durée : 95 min
- Décors : Mario Ciccarella
- Maquillage : Romolo Sensoli
- Pays de production :  Italie,  Allemagne de l'Ouest[2]
- Langue originale : italien
- Dates de sortie :
  - Italie : 1971
  - France : 25 septembre 1974[2]
  - Allemagne de l'Ouest : 1975 puis en 1984[4]

## Distribution
- Tony Kendall : Sartana (Santana en version italienne)
- Marina Mulligan : Jessica Dublin
- Mimmo Palmara (sous le pseudo de Dick Palmer) : Luis / Frank Damon
- Rai Saunders : Thomas
- Mónica Miguel (es) : Jenny
- Carlo Croccolo : cowboy qui balbutie
- Roberto Danish
- Lidia Biondi
- Mirella Palmich
- Carlo Boso